# Cedar Bluff (Alabama)
Cedar Bluff ist ein Ort im Cherokee County, Alabama, USA. Im Jahr 2020 hatte der Ort 1845 Einwohner. Im Gegensatz zum Rest des Countys ist in Cedar Bluff der Verkauf von Alkohol erlaubt. Der Ort hat eine Gesamtfläche von 10,7 km², davon sind 0,4 km² Wasserflächen.

## Geschichte
Cedar Bluff wurde an der Kreuzung der Straßen nach Livingston und Centre gegründet. Östlich von Cedar Bluff fand im Sezessionskrieg eine Schlacht statt, in der der Konföderiertengeneral Nathan Bedforst Forest mit seiner Armee die von Abel Streight besiegte. Von 1837 bis 1844 war Cedar Bluff Sitz der County-Verwaltung (County Seat).
Ein industrielles Bauwerk in Cedar Bluff ist im National Register of Historic Places (NRHP) eingetragen (Stand 8. Juli 2019), der Cornwall Furnace.

## Demographie
Nach der Volkszählung aus dem Jahr 2000 hatte Cedar Bluff 1467 Einwohner, die sich auf 830 Haushalte und 444 Familien verteilten. Die Bevölkerungsdichte betrug somit 94,8 Einwohner/km². 87,18 % der Bevölkerung waren weiß, 11,38 % afroamerikanisch. In 29,7 % der Haushalte lebten Kinder unter 18 Jahren. Das Durchschnittseinkommen pro Haushalt betrug 29211 Dollar, wobei 21,1 % der Einwohner unterhalb der Armutsgrenze lebten.